# Коробочкинська сільська рада
Коробо́чкинська сільська́ ра́да — адміністративно-територіальна одиниця та орган місцевого самоврядування в Чугуївському районі Харківської області. Адміністративний центр — село Коробочкине.

## Загальні відомості
Коробочкинська сільська рада утворена в 1921 році.
- Територія ради: 47,157 км²
- Населення ради: 3 206 осіб (станом на 2001 рік)

## Населені пункти
Сільській раді були підпорядковані населені пункти:
- с. Коробочкине
- с. Осиковий Гай

## Склад ради
Рада складалася з 20 депутатів та голови.
- Голова ради: Максимов Олександр Іванович

### Керівний склад попередніх скликань
| Прізвище, ім'я, по батькові | Основні відомості                                                 | Дата обрання | Дата звільнення |
| --------------------------- | ----------------------------------------------------------------- | ------------ | --------------- |
| Максимов Олександр Іванович | Сільський голова, 1956 року народження, освіта вища, безпартійний | 26.03.2006   | 31.10.2010      |
| Максимов Олександр Іванович | Сільський голова, 1956 року народження, освіта вища, безпартійний | 31.10.2010   |                 |

Примітка: таблиця складена за даними сайту Верховної Ради України

### Депутати
За результатами місцевих виборів 2010 року депутатами ради стали:

#### За суб'єктами висування
| Суб'єкт висування           | Кількість обраних депутатів | %  |
| --------------------------- | --------------------------- | -- |
| Партія регіонів             | 16                          | 80 |
| Самовисування               | 3                           | 15 |
| Комуністична партія України | 1                           | 5  |

#### За округами
| № округу                    | Прізвище, ім'я, по батькові     | Дата визнання обраним | Освіта             | Партійна приналежність            | Відомості про обраного депутата                                                 |
| --------------------------- | ------------------------------- | --------------------- | ------------------ | --------------------------------- | ------------------------------------------------------------------------------- |
| Комуністична партія України |                                 |                       |                    |                                   |                                                                                 |
| 9                           | Трохименко Володимир Васильович | 01.11.2010            | вища               | член Комуністичної партії України | Коробочкинська загальноосвітня школа I-III ст., оператор газифікованої котельні |
| Партія регіонів             |                                 |                       |                    |                                   |                                                                                 |
| 1                           | Абушин Микола Петрович          | 01.11.2010            | середня            | член Партії регіонів              | тимчасово не працює                                                             |
| 2                           | Проскурнін Микола Михайлович    | 01.11.2010            | вища               | член Партії регіонів              | Коробочкинська амбулаторія, сімейний лікар                                      |
| 3                           | Пастухов Віктор Іванович        | 01.11.2010            | середня спеціальна | член Партії регіонів              | Автозаправна станція «Спіка», оператор                                          |
| 5                           | Бесараб Олександр Тихонович     | 01.11.2010            | середня спеціальна | член Партії регіонів              | тимчасово не працює                                                             |
| 6                           | Кузнєцов Сергій Володимирович   | 01.11.2010            | вища               | член Партії регіонів              | ТОВ «Агро сервіс ЛТД», головний інженер                                         |
| 7                           | Михальов Олексій Михайлович     | 01.11.2010            | вища               | член Партії регіонів              | тимчасово не працює                                                             |
| 8                           | Головахін Микола Йосипович      | 01.11.2010            | середня спеціальна | член Партії регіонів              | ВАТ «Чугуївський Агротехсервіс», слюсар                                         |
| 10                          | Балабас Людмила Станіславівна   | 01.11.2010            | середня спеціальна | член Партії регіонів              | ОСББ «Зоря», голова правління                                                   |
| 11                          | Яковлєв Сергій Васильович       | 01.11.2010            | вища               | член Партії регіонів              | пенсіонер                                                                       |
| 12                          | Пастухов Валерій Анатолійович   | 01.11.2010            | вища               | член Партії регіонів              | ТОВ «Агро сервіс ЛТД», агроном                                                  |
| 14                          | Аргунов Микола Андрійович       | 01.11.2010            | вища               | член Партії регіонів              | пенсіонер                                                                       |
| 15                          | Чувуріна Ніна Олександрівна     | 01.11.2010            | вища               | член Партії регіонів              | Чугуївська ЦРЛ, лікар                                                           |
| 16                          | Вербицький Михайло Васильович   | 01.11.2010            | вища               | член Партії регіонів              | ООО «Спецбудмонтаж», інженер                                                    |
| 17                          | Гонтовой Василь Васильович      | 01.11.2010            | вища               | член Партії регіонів              | СТОВ «Маяк», головний інженер                                                   |
| 18                          | Сторожев Анатолій Петрович      | 01.11.2010            | середня спеціальна | член Партії регіонів              | пенсіонер                                                                       |
| 20                          | Жданов Сергій Петрович          | 01.11.2010            | середня спеціальна | член Партії регіонів              | тимчасово не працює                                                             |
| Самовисування               |                                 |                       |                    |                                   |                                                                                 |
| 4                           | Шаровкін Олександр Вікторович   | 01.11.2010            | вища               | позапартійний                     | Коробочкинська сільська рада, землевпорядник                                    |
| 13                          | Михайлова Ірина Анатоліївна     | 01.11.2010            | вища               | позапартійна                      | Коробочкинська сільська рада, секретар                                          |
| 19                          | Толстая Олена Олександрівна     | 01.11.2010            | вища               | позапартійна                      | тимчасово не працює                                                             |